# Alto Alentejo (provincia)
Véase Alto Alentejo para la subregión actual.
El Alto Alentejo era una antigua provincia (o región natural) portuguesa, instituida formalmente por una reforma administrativa de 1936, que tenía su capital en la ciudad de Évora. Sin embargo, las provincias nunca tuvieron ninguna atribución práctica, y desaparecieron del vocabulario administrativo (aunque no del vocabulario cotidiano de los portugueses) con la entrada en vigor de la Constitución de 1976.

## Límites y extensión
Limitaba al norte con la Beira Baixa, al noroeste con el Ribatejo, al oeste con la Estremadura, al sur con el Baixo Alentejo y al este con España (provincias de Badajoz y Cáceres, en Extremadura).
Entonces, estaba constituido por 27 municipios, integrando todo el distrito de Évora y casi la totalidad del distrito de Portalegre (solamente el concelho de Ponte de Sor no formaba parte de la provincia, pues estaba integrado en el Ribatejo).
- Distrito de Évora: Alandroal, Arraiolos, Borba, Estremoz, Évora, Montemor-o-Novo, Mora, Mourão, Portel, Redondo, Reguengos de Monsaraz, Viana del Alentejo, Vila Viçosa.
- Distrito de Portalegre: Alter do Chão, Arronches, Avís, Campomayor, Castelo de Vide, Crato, Elvas, Fronteira, Gavião, Marvão, Monforte, Nisa, Portalegre, Sousel.

- Datos: Q427518
- Multimedia: Alto Alentejo / Q427518